# 谢该
谢该（？—？），陈郡阳夏人，谢瑶的儿子，谢安的孙子，谢模、谢澹、谢璞的哥哥。

## 生平
谢该的父亲谢瑶很早就去世了，谢该承袭为庐陵郡公，官至东阳太守。谢该没有儿子，他的弟弟谢模把儿子谢承伯过继给谢该，承袭为庐陵郡公。